# Ulica Maurycego Mochnackiego w Olsztynie
Ulica Mochnackiego – ulica w Olsztynie, położona na osiedlu Grunwaldzkim. Łączy plac Roosevelta z ulicą Grunwaldzką; stanowi część jednego z najdłuższych ciągów komunikacyjnych w mieście i zarazem część drogi wojewódzkiej nr 527.
Przy ulicy Mochnackiego znajdują się zabytkowe kamienice wybudowane w stylu secesyjnym z XVII i XIX wieku.

## Historia
W okresie przynależności Olsztyna do Prus Wschodnich, ulica nosiła nazwę Warschauer Straße (ulica Warszawska). W 1933 wraz z dzisiejszą aleją Niepodległości, została przemianowana na Straße der SA (ulicę SA – nazwa nazistowskich oddziałów szturmowych).
Przy dzisiejszej ulicy Mochnackiego znajdowała się wybudowana w XIV wieku Brama Dolna, otwierająca wjazd do miasta od strony Dolnego Przedmieścia, ukształtowanego ostatecznie w XVIII wieku (okolice dzisiejszej ulicy Prostej i Grunwaldzkiej). Wkrótce po tym, jak w 1806 zawaliła się jedna z wież Bramy, postanowiono o jej rozbiórce. Po Bramie Dolnej nie zostały żadne ślady ani fizyczne pamiątki. Nie oznaczono również w sposób jednoznaczny jej dawnej lokalizacji.
W latach 70. XIX wieku nieopodal Färber-Gasse (ulicy Farbowej – dzisiejszej ulicy Łukasińskiego) powstała Fabryka Powozów „Julius Reizug”. Prowadzili go Julius Reizug senior, Julius Reizug junior i Gustaw Reizug. Julius Reizug junior był radnym i członkiem komisji opieki nad ubogimi. W zakładzie produkowano pojazdy konne (dorożki, bryczki), sanie i pojazdy parowe, a po I wojnie światowej uruchomiono montownię i serwis samochodowy. Prowadzono również usługi kowalskie, stolarskie, kołodziejskie, tapicerskie i lakiernicze. Zabudowania fabryki zlikwidowano po drugiej wojny światowej, w późniejszym okresie powstał w tym miejscu komis samochodowy.
19 kwietnia 1908 na ulicy uruchomiono tramwaj elektryczny, co wiązało się z przedłużeniem linii nr 1 z mostu św. Jana do Placu Roosevelta. Ponieważ odcinek ten nie cieszył dużą popularnością, 9 stycznia 1909 roku zdecydowano o skierowaniu tramwaju do dworca Olsztyn Przedmieście (Allenstein Vorstadt, dziś Olsztyn Zachodni), co nastąpiło 9 grudnia 1909 roku. Choć tramwaje na obecnej ul. Mochnackiego przestały się pojawiać, torów nie zdemontowano, mając na uwadze możliwość uruchomienia w przyszłości linii wzdłuż ulicy Jarockiej (dziś al. Niepodległości) do Szpitala Mariackiego (obecnied Miejskiego).
Na stanowiącym wschodni kraniec ul. Mochnackiego placu Roosevelta, zwanym dawniej Końską Targowicą czy Końskim Targiem (niem. Remontenmarkt), znajdowała się figura Zbawiciela, ufundowana w XVIII w. po ustaniu epidemii dżumy, po 1945 przeniesiona na skrzyżowanie obecnej Al.Warszawskiej z ul. Kazimierza Jagiellończyka.
Do drugiej wojny światowej ulica Mochnackiego stanowiła część dzielnicy żydowskiej. Zabytkowa, secesyjna kamienica położona przy ul. Mochnackiego 4 wybudowana została w 1904 przez Żyda Abrahama Brünna, który prowadził sklep ze skórami i materiałami włókienniczymi. Kamienica była znana jako Domek Abrahama. Jest to jedna z niewielu pozostałości po obecności Żydów w Olsztynie, należąca zarazem do najbardziej wybitnych realizacji budownictwa secesyjnego na terenie miasta.
Podczas drugiej wojny światowej znajdujące się przy ulicy kamienice nie uległy poważniejszym zniszczeniom.

## Dane ulicy
Po przebudowie w 2004 roku ulica Mochnackiego posiada po dwa pasy ruchu w każdym kierunku. Wzdłuż ulicy planowano wytyczenie buspasów; realizacja projektu miała się zakończyć w 2013 roku.

## Obiekty
- Brama Dolna – nieistniejąca

W rejestrze zabytków znajdują się następujące budynki, zlokalizowane przy ul. Mochnackiego:
- dom, ul. Mochnackiego 1, k. XIX, nr rej.: 3896 z 30.09.1988
- dom, ul. Mochnackiego 3, k. XIX, nr rej.: 3897 z 30.09.1988
- dom, ul. Mochnackiego 4, 1904, nr rej.: 1834 z 30.09.1988, piętrowy, w dekoracji pięcioosiowej elewacji budynku znajdują się m.in. girlandy podtrzymywane przez syreny, nimfy morskie w postaci kobiet – ryb oraz medalion w kształcie wieńca z inicjałami „A.B” w tarczy
- dom, ul. Mochnackiego 5, k. XIX, nr rej.: 3898 z 30.09.1988
- dom, ul. Mochnackiego 7, XVIII/XIX, nr rej.: 1835 z 10.08.1988
- dom, ul. Mochnackiego 9, poł. XIX, nr rej.: 1836 z 30.09.1988
- dom, ul. Mochnackiego 11, XIX, nr rej.: 927 z 28.07.1988[11]

## Komunikacja
Przy ulicy Mochnackiego znajduje się przystanek komunikacji miejskiej o nazwie Plac Roosevelta (nr 44). Zatrzymują się przy nim autobusy linii: 101, 107, 111, 127 i N02.